# Hordes of Chaos
Hordes Of Chaos – dwunasty album studyjny thrashmetalowego zespołu Kreator. Muzyka na nim zawarta to typowy dla grupy, szybki i brutalny thrash, zawierający jednak nadspodziewanie dużo melodii. Album jest także pewną nowością we współczesnym świecie muzycznym, ponieważ całość nagrana jest "na żywo" w studiu, bez ingerencji technologii cyfrowej. Płyta dotarła do 16. miejsca listy Media Control Charts w Niemczech.

## Lista utworów
| Nr  | Tytuł utworu                                   | Długość |
| --- | ---------------------------------------------- | ------- |
| 1.  | „Hordes Of Chaos (A Necrologue For The Elite)” | 5:04    |
| 2.  | „Warcurse”                                     | 4:10    |
| 3.  | „Escalation”                                   | 3:24    |
| 4.  | „Amok Run”                                     | 4:13    |
| 5.  | „Destroy What Destroys You”                    | 3:13    |
| 6.  | „Radical Resistance”                           | 3:43    |
| 7.  | „Absolute Misanthropy”                         | 3:37    |
| 8.  | „To The Afterborn”                             | 4:53    |
| 9.  | „Corpse Of Liberty”                            | 0:56    |
| 10. | „Demon Prince”                                 | 5:17    |
|     |                                                | 38:30   |

## Informacje o albumie
- nagrywanie: Torsten Otto w Tritonus Studios (Berlin)
- mixy: Colin Richardson w Miloco Studios (Londyn)
- mastering: Ted Jensen w Sterlin Sound (Nowy Jork)

## Wydania
- podstawowa z CD zawierającym regularne utwory studyjne
- deluxe zawierająca oprócz albumu studyjnego płytę DVD, na której znajduje się film Stephanie Beauvoir "Kreation Of Hordes Of Chaos" przedstawiający prace nad wydawnictwem
- ultradeluxe z koszulką, specjalną wersją książeczki oraz rozszerzoną wersją DVD[6]

## Twórcy
- Miland "Mille" Petrozza - śpiew, gitara
- Jürgen "Ventor" Reil – perkusja
- Christian "Speesy" Giesler – gitara basowa
- Sami Yli-Sirniö – gitara